# اشتالهوف
اشتالهوف (به آلمانی: Stallhof) یک منطقهٔ مسکونی در اتریش است که در دویچلندسبرگ واقع شده‌است. اشتالهوف ۱٫۰۶ کیلومتر مربع مساحت دارد ۳۰۰ متر بالاتر از سطح دریا واقع شده‌است.